# Ducado de Jülich
El Ducado de Jülich (en alemán: Herzogtum Jülich; en neerlandés: Hertogdom Gulik; en francés: Duché de Juliers) comprendió un Estado dentro del Sacro Imperio Romano Germánico desde el siglo XI hasta el siglo XVIII. El ducado se situaba en la margen izquierda del río Rin entre el Electorado de Colonia al este y el Ducado de Limburgo al oeste. Tenía territorios a ambos lados del río Rur, en torno a su capital Jülich —la anterior ciudad romana de Iuliacum— en la Baja Renania. El ducado se fusionó con el Condado de Berg más allá del Rin en 1423, y desde entonces también fue conocido como Jülich-Berg. 
Su territorio se encuentra en la presente Alemania (parte de Renania del Norte-Westfalia) y en los presentes Países Bajos (parte de la provincia de Limburgo), compartiendo sus población el mismo dialecto limburgués.

## Historia

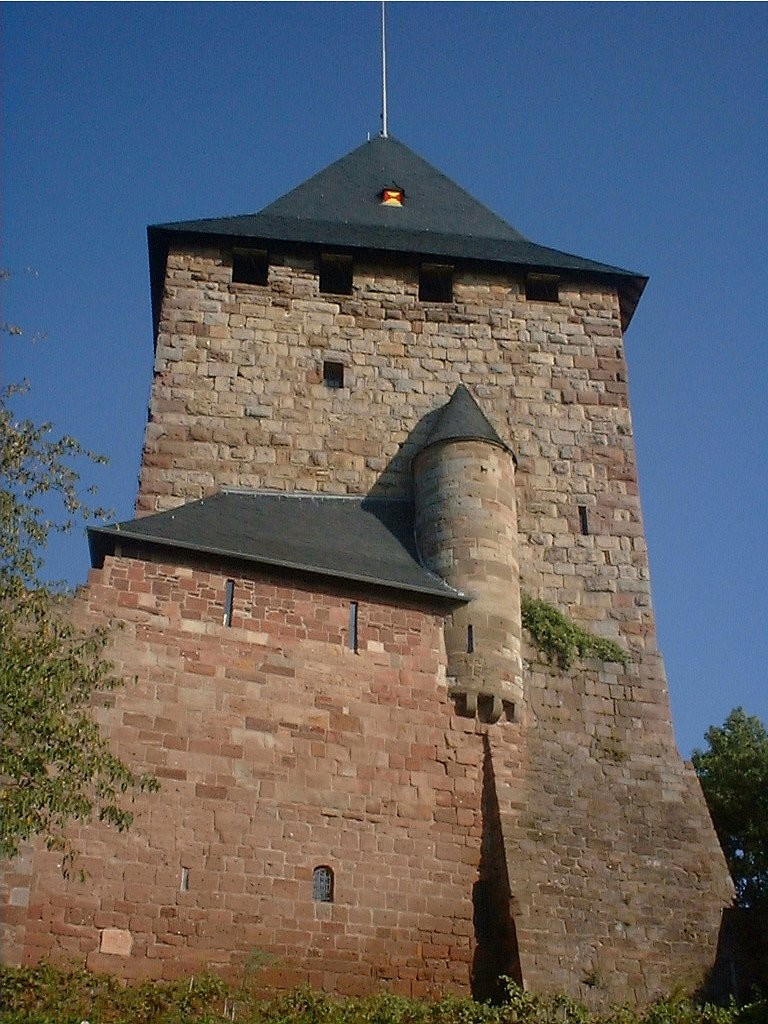
Castillo de Nideggen.

El primer conde en gau de Jülich en Baja Lorena, Gerardo I, fue mencionado en 1003; su nieto Gerardo III empezó a llamarse a sí mismo Conde de Júlich en 1081. Guillermo IV, conde desde 1219 en adelante, amplió considerablemente el territorio y en 1234 concedió a Jülich privilegios de ciudad, lo que provocó al Arzobispo de Colonia Konrad von Hochstaden, cuyas tropas devastaron la ciudad cinco años más tarde. El hijo de Guillermo IV, Walram (Conde desde 1278 hasta 1297) permaneció como un fiero oponente del Obispado, apoyando al Duque Juan I de Brabante en la Batalla de Worringen de 1288 contra el Arzobispo Sigfrido II de Westerburgo. Aunque el hermano menor de Walram, el Conde Gerardo V, se puso del lado del rey alemán Adolfo de Nassau contra su rival Alberto I de Habsburgo, se las arregló para mantener sus territorios después de que Adolfo de Nassau perdiera la Batalla de Göllheim en 1298, y en 1314 apoyó la coronación de Luis IV de Wittelsbach en la cercana Ciudad de Aquisgrán, una vez más contra el deseo del obispado de Colonia. El largo conflicto llegó al final cuando el hijo menor de Gerardo, Walram se convirtió en Arzobispo de Colonia en 1332. Su hermano mayor, el Conde Guillermo V en 1336 recibió el título de margrave del emperador Luis IV, y en 1356 el emperador Carlos IV de Luxemburgo elevó a Guillermo V al rango de duque. Su hijo el Duque Guillermo II, sin embargo, se enredó en una feroz pelea con el medio hermano del emperador Wenceslao de Luxemburgo, Duque de Brabante, a quien derrotó en la Batalla de Baesweiler en 1371. 
A partir de entonces la historia de Jülich estuvo muy estrechamente entrelazada con la de sus vecinos: los Ducados de Cléveris y Berg así como Güeldres y el Condado de Marck: el Duque Guillermo II se casó con María, la hija del Duque Reginaldo II de Güeldres, y duquesa ella misma después de la muerte de su medio hermano Reginaldo II de Güeldres en 1371. Guillermo II resolvió el conflicto con la Imperial Casa de Luxemburgo y su hijo Guillermo III heredó los dos ducados. Cuando en 1423, sin embargo, su hermano menor Reinaldo murió sin descendencia, los estados de Güeldres eligieron al Arnaldo de Egmond como duque, mientras que Jülich se fusionó con Berg.
En 1511 el Duque Juan III de Cléveris heredó Jülich y Berg a través de su matrimonio con María de Jülich-Berg, la hija del último duque, Guillermo V. María había heredado los estados de su padre: Jülich y Berg con el Condado de Ravensberg. Desde 1521 Jülich-Berg y Cléveris formaron los Ducados Unidos de Jülich-Cléveris-Berg en unión personal bajo el Duque Juan III. 
Cuando el último duque de Jülich-Cléveris-Berg murió sin herederos directos en 1609, explotó la Guerra de sucesión de Jülich. Esta terminó con el Tratado de Xanten de 1614, que dividió los estados separados entre Palatinado-Neoburgo y el Margraviato de Brandeburgo. Jülich y Berg cayeron en manos del Conde Palatino Wolfgang Guillermo de Neoburgo y después de que el último duque del Palatinado-Neoburgo (también Elector Palatino) Carlos III Felipe hubiera muerto sin descendencia en 1742, el Conde Carlos Teodoro del Palatinado-Sulzbach (después de 1777 también duque de Baviera) heredó Jülich y Berg.
En 1794 la Francia Revolucionaria ocupó el Ducado de Jülich (Duché de Juliers), que se convirtió en parte del departamento francés del Roer. El Tratado de Lunéville en 1801 oficialmente reconoció la cesión de Jülich a Francia. En 1815, tras la derrota de Napoleón, el ducado se convirtió en parte de la prusiana Provincia de Jülich-Cléveris-Berg (después de 1822 parte de la prusiana Provincia del Rin), excepto para las ciudades de Sittard y Tegelen (Provincia de Limburgo), que se convirtieron en parte del Reino Unido de los Países Bajos.

## Gobernantes

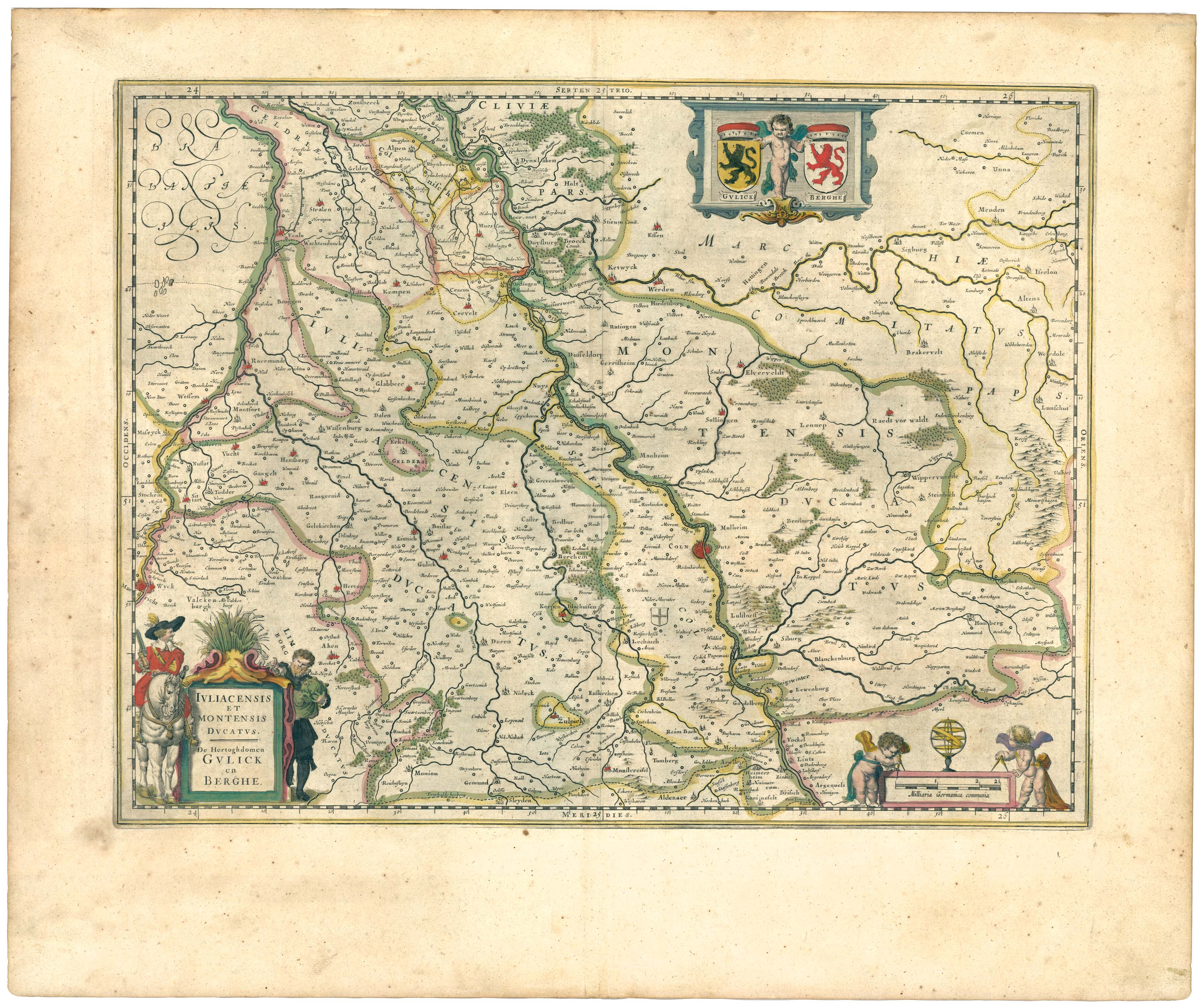
Mapa del Ducado de Jülich-Berg desde Teatro del Mundo, o Nuevo Atlas de Mapas y Representaciones de Todas las Regiones, editado por Willem y Joan Blaeu, 1645

### Condes de Jülich
- 1003-1029 Gerardo I, Conde en el Jülichgau
- 1029-1081 Gerardo II
- 1081-1128 Gerardo III, Conde en Jülich
- 1128-1142 Gerardo IV
- 1142-1176 Guillermo I
- 1176-1207 Guillermo II
- 1207-1219 Guillermo III
- 1219-1278 Guillermo IV
- 1278-1297 Walram
- 1297-1328 Gerardo V
- 1328-1356 Guillermo V, margrave desde 1336, duque desde 1356 como Guillermo I

### Duques
– 1393-1423 en Unión con Güeldres, desde 1423 con Berg, desde 1437 con Ravensberg –
- 1356-1361 Guillermo I (previamente Conde de Jülich)
- 1362-1393 Guillermo II
- 1393-1402 Guillermo III, también Duque de Güeldres desde 1377
- 1402-1423 Reinaldo
- 1423-1437 Adolfo
- 1437-1475 Gerardo
- 1475-1511 Guillermo IV

### Casa de La Marck, Duques
– desde 1521 una parte de los Ducados Unidos de Jülich-Cléveris-Berg –
- 1511-1539 Juan
- 1539-1592 Guillermo V
- 1592-1609 Juan Guillermo I

### Casa de Wittelsbach, Duques
– en unión con Berg y Palatinado-Neoburgo, después de 1690 también con el Palatinado Electoral, desde 1777 también con Baviera–
- 1614-1653 Wolfgang Guillermo
- 1653-1679 Felipe Guillermo
- 1679-1716 Juan Guillermo II
- 1716-1742  Carlos Felipe
- 1742-1794 Carlos Teodoro

### Ciudades
Algunas ciudades y municipalidades que pertenecían al Ducado de Jülich: -
Jülich • Düren • Münstereifel • Euskirchen • Nideggen • Bergheim • Kaster • Grevenbroich • Mönchengladbach • Dahlen • Dülken • Linnich • Randerath • Brüggen • Süchteln • Aldenhoven • Heimbach • Monschau • Wassenberg • Heinsberg • Gangelt • Geilenkirchen • Waldfeucht • Sittard • Süsteren • Sinzig • Tegelen • Remagen.